# Гусєво (міський округ місто Бор)
Гусєво (рос. Гусево) — присілок в Борському міському окрузі Нижньогородської області Російської Федерації.
Населення становить 17 осіб. Входить до складу муніципального утворення Міський округ місто Бор.

## Історія
Від 2010 року входить до складу муніципального утворення Міський округ місто Бор.

## Населення
| 2002 | 2010 |
| ---- | ---- |
| 29   | ↘17  |